# Strings (Unix)
strings es un programa de Unix, Plan 9, Inferno y sistemas operativos similares a Unix que encuentra e imprime cadenas de texto incrustadas en archivos binarios, como puede ser un ejecutable. Puede utilizarse en archivos objeto y volcados de memoria.

## Visión general
Las cadenas se reconocen buscando secuencias de al menos 4 caracteres imprimibles (por defecto) que terminen en un carácter NUL (es decir, cadenas terminadas en cero). Algunas implementaciones proporcionan opciones para determinar qué se reconoce como carácter imprimible, lo que es útil para encontrar texto no ASCII y texto de caracteres anchos.
El uso común incluye canalizar su salida a grep y fold o redirigir la salida a un archivo.
Es parte de las GNU Binary Utilities (binutils), y ha sido portado a otros sistemas operativos incluyendo Windows.

## Ejemplo
Este ejemplo usa strings para imprimir secuencias de caracteres que tengan al menos 8 caracteres de longitud (este comando imprime la información de la BIOS del sistema; debe ejecutarse como root).
```
dd
 
if
=
/dev/mem
 
bs
=
1k
 
skip
=
768
 
count
=
256
 
2
>/dev/null
 
|
 
strings
 
-n
 
8
 
|
 
less

```